# Révolution luxembourgeoise de 1848
La révolution luxembourgeoise de 1848 fait partie du printemps des peuples, la vague révolutionnaire qui s'est produite dans toute l'Europe en 1848. Le grand-duché de Luxembourg, alors en union personnelle avec le royaume des Pays-Bas, est secoué par de nombreux bouleversements provoqués par le mécontentement suscité par les inégalités, un gouvernement autoritaire, une absence de libertés civiles et un système politique excluant la plupart des citoyens du gouvernement. Cela a à son tour contraint le gouvernement à accepter diverses réformes, notamment l'adoption d'une nouvelle constitution, introduisant de nouvelles libertés civiles, un gouvernement parlementaire, une participation plus large au système politique et la séparation des pouvoirs.

## Contexte
Après avoir été annexé par la France lors des guerres napoléoniennes, le Luxembourg est élevé en grand-duché et attribué au roi des Pays-Bas par le congrès de Vienne en 1815. Alors qu'il était censé être gouverné par lui en union personnelle, plutôt qu'une partie de son royaume, le roi-grand-duc Guillaume Ier le traitait simplement comme une province des Pays-Bas ; à l'époque, la Belgique moderne faisait partie des Pays-Bas, le Luxembourg n'était donc pas séparé du territoire néerlandais. Le grand-duché de Luxembourg fait également partie de la Confédération allemande qui succède au Saint-Empire romain germanique, sa forteresse était donc en garnison par des troupes de la Confédération.
Le Luxembourg est profondément affecté par la révolution belge de 1830. De nombreux Luxembourgeois soutiennent la cause des sécessionnistes belges. De fait, la majeure partie du pays est de facto annexée par le nouvel État belge. Seule la capitale, Luxembourg-Ville, reste fidèle au roi des Pays-Bas, la forteresse étant en garnison par les troupes prussiennes. La situation ne fut résolue qu'en 1839, lorsque le roi des Pays-Bas consentit à la partition du Luxembourg. Dans le traité de Londres de 1839, les parties francophones du Luxembourg sont rattachées à la Belgique et forment depuis cette date la province de Luxembourg, tandis que le reste de la partie germanophone forme le grand-duché actuel, et continue à être dirigé par le roi-grand-duc néerlandais, même s'il est maintenant séparé territorialement des Pays-Bas. Il reste également dans la Confédération allemande.
En 1841, Guillaume II autorise la première constitution du Luxembourg. Ce document laisse tout pouvoir significatif entre les mains du souverain. La législature prévue par la Constitution, l'Assemblée des États, n'est guère qu'un parlement fantôme élu indirectement, les bulletins de vote n'étaient pas secrets et la grande majorité de la population a été exclue de la vie politique par un système de suffrage censitaire, exigeant le paiement de 10 florins par an en impôt. Aux élections de 1845, dans le canton de Luxembourg, seuls 956 des 28 477 habitants ont le droit de vote. Les séances de l'Assemblée sont privées et l'avis conforme n'est requis que pour les lois pénales et fiscales, la liste civile, et le budget extraordinaire. En 1841, cette constitution est généralement bien accueillie, mais au fil des ans, des voix ont commencé à s'élever à l'Assemblée des États, exigeant le retour aux libertés civiles appliquées sous l'annexion belge de 1830-1839. Diverses questions suscitent le mécontentement, telles que le musellement de la presse, l'interdiction des associations, les dépenses exorbitantes de la liste civile et le manque de réformes judiciaires et éducatives.
Il y a plusieurs famines dans les années 1840, parmi lesquelles les pauvres ont été les plus touchés. Les autorités font peu de choses pour faire face aux conséquences de ces crises, du moins aux yeux de la population. En outre, des taxes impopulaires ont provoqué un mécontentement généralisé. Des plaintes ont également été formulées à propos du versement annuel de 150 000 florins au souverain, ce qui a lourdement pesé sur le budget de l'État. Dans les années 1840, le gouvernement limite en outre les droits traditionnels de pâturage et de collecte de bois de chauffage ; les ruraux pauvres y voyaient une attaque injuste contre leurs anciens droits. La loi de 1845 interdisant les toits de paille dans les maisons, introduite après plusieurs incendies destructeurs, a également pesé sur les pauvres, qui ne peuvent se permettre les rénovations requises.
De plus, le chômage et les hausses de prix transforment les problèmes économiques en une crise sociale. De plus en plus fréquemment, des vagabonds et des mendiants apparaissent par groupes entiers, exigeant la charité des propriétaires.

## Événements

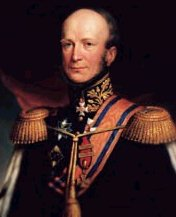
Guillaume II, roi des Pays-Bas et grand-duc de Luxembourg durant la révolution.

Le mécontentement accumulé pendant plusieurs années n'attendait qu'un déclencheur : la révolution française de 1848 a créé une dynamique révolutionnaire sur tout le continent, qui menaçait l'ordre monarchique et absolutiste.
Entre autres choses, la manifestation a pris la forme d'envoi de pétitions aux autorités. Les pétitions, loin d'être une invention récente, étaient un droit ancien. Ce qui était inhabituel, c'était leur ampleur, puisque vers le mois de mars, 70 pétitions avaient été envoyées au gouvernement, qui avaient été plus ou moins spontanément rédigées et signées dans plus de 60 localités.
Dans le même temps, un large mouvement de protestation commence. Le centre du soulèvement était Ettelbruck, au nord du pays. Le 11 mars, plusieurs mécontents déclarent la république et chantent la Marseillaise. Les personnes rassemblées bloquent le chemin des gendarmes qui arrivent sur les lieux et tentent de les inciter à utiliser leurs armes. Craignant une prolongation du soulèvement, le gouvernement envoie de nouveaux gendarmes à Ettelbruck, car un marché devait s'y dérouler le 14 mars.
Ce jour-là, la police tente d'arrêter plusieurs des meneurs, ce qui menace d'aggraver la situation. Une foule en colère s'est rassemblée devant la gendarmerie et a commencé à jeter des pierres et à casser des vitres. Une potence est érigée devant la maison du chef de la gendarmerie locale. La colère de la population est également ressentie par d'autres représentants des autorités : une foule attaque la maison du percepteur des impôts local. Dans d'autres localités, le dédain populaire pour le gouvernement se fait également sentir et ses représentants doivent faire face à diverses humiliations et insultes.
Dans la capitale, une foule s'est rassemblée le 16 mars. Des travailleurs de banlieue se rassemblent devant la maison du bourgmestre de la ville, Fernand Pescatore, soupçonné de spéculation sur le blé : il a de nouveau fallu la gendarmerie et l'armée prussienne pour empêcher toute violence.
Les troubles se sont étendus d'Ettelbruck aux villages environnants et le gouvernement craint que cela ne se propage encore davantage. Des drapeaux « révolutionnaires » tels que le drapeau français, le drapeau belge, le drapeau noir-rouge-or (allemand) et le drapeau rouge ont été portés lors de processions ou installés dans des endroits visibles. Ces drapeaux n'étaient pas vraiment un signe de séparatisme, mais un symbole de solidarité avec les mouvements révolutionnaires de ces autres pays.
La révolution se termine presque aussi vite qu'elle avait commencé, mais dura plus longtemps à Ettelbruck, où l'anarchie règne environ une semaine. Des troubles persistent dans plusieurs zones pendant plusieurs semaines, mais le gouvernement prend des mesures décisives pour rétablir l'ordre en réunissant des gendarmes, des agents des forêts et des douanes ainsi que des troupes fédérales allemandes qui sont envoyés dans les zones touchées le 23 mars pour retirer les drapeaux de la révolution et rétablir l'ordre. Cette présence inhabituellement importante des forces armées était un signal clair pour les insurgés, mais également pour ceux qui n'étaient pas impliqués. De même, le 19 mars, une lettre pastorale du vicaire apostolique de Luxembourg, Jean-Théodore Laurent, est lue dans toutes les églises, appelant au calme et rappelant à la population catholique leur loyauté au trône.
Le 20 mars, le gouvernement a publié une proclamation annonçant des modifications de la constitution et l'abolition de la censure. Suivant les conseils du gouvernement, Guillaume II accepte des réformes. Ces promesses signifient que la plupart des citoyens et des partisans de la « loi et de l'ordre » étaient finalement passés du côté du gouvernement et avaient pris leurs distances par rapport à tout autre acte révolutionnaire. Le gouvernement accepte également d'employer une partie des pauvres mécontents sur les chantiers de l'Etat afin de les retirer de la rue.

### Nouvelle constitution
Le roi grand-duc crée une commission chargée de réviser la constitution. La commission, composée d'un grand nombre de représentants du gouvernement, suscitait une hostilité généralisée et devait être abandonnée. Conformément à l'article 52 de la Constitution de 1841, Guillaume II convoqua alors une nouvelle Assemblée des États, dotée du double du nombre normal de délégués, chargée de rédiger une nouvelle constitution. Cette assemblée constituante s'est réunie pour la première fois à Ettelbruck le 25 avril 1848. La raison de la réunion à Ettelbruck plutôt qu'à Luxembourg-ville était peut-être la présence de la garnison prussienne dans la capitale, considérée comme hostile. L'Assemblée achève ses travaux en un temps record et procède au vote final confirmant la nouvelle Constitution le 23 juin. Le 10 juillet, le grand-duc prête serment sur la nouvelle constitution, qui est entrée en vigueur le 1er août.
En quelques mois, l'Assemblée constituante rédige une constitution relativement libérale faisant du Luxembourg une monarchie constitutionnelle. La nouvelle constitution est étroitement inspirée de celle de la Belgique rédigée en 1830 — de nombreux articles sont copiés mot à mot — reprenant la marque laissée par l'annexion par la Belgique entre 1830 et 1839. Il a introduit plusieurs des principes d'un État de droit, tels que la séparation des pouvoirs, la limitation des pouvoirs du souverain au pouvoir exécutif, la souveraineté législative du parlement, le vote annuel du budget ordinaire et l'indépendance du pouvoir judiciaire.
Si la nouvelle constitution était frappante par sa similitude avec la belge, il existait également des différences notables entre les deux. Contrairement à la Belgique, la constitution luxembourgeoise ne prévoyait qu'une seule chambre, ce qui s'expliquait principalement par la petite taille du pays et le manque de personnel qualifié pour siéger dans deux chambres plutôt que pour des raisons idéologiques. Comparé aux 40 francs d'impôts annuels requis pour voter en Belgique, le Luxembourg n'exige que 10 francs (ce qui exclut encore la majeure partie de la population).

## Héritage

### Changements
Les changements politiques induits par les événements de 1848 semblent évidents : la première constitution moderne du pays, l'introduction du gouvernement parlementaire, des libertés civiles et la création de plusieurs nouvelles institutions gouvernementales. L'autorité du monarque a été sévèrement réduite. Il est plus discutable de savoir si et dans quelle mesure la révolution a provoqué un changement social. Au début du XIXe siècle, la vie politique avait été dominée par une bourgeoisie composée de hauts fonctionnaires attachés à l'ordre et à l'autorité ; en 1848, ils doivent céder le pas à une bourgeoisie composée d'hommes d'affaires, plus libéraux et qui gardent le contrôle jusqu'en 1919, année de l'introduction du suffrage universel. La révolution a donc vu le pouvoir passer d'un ensemble de responsables conservateurs orangistes à un autre, légèrement plus grand, d'hommes d'affaires libéraux enrichis par l'industrialisation précoce. Il est donc douteux de considérer la révolution de 1848 comme une révolution au sens social du terme.
En 1848, cependant, la classe ouvrière est descendue dans les rues avec colère pour la première fois. L'avocat socialiste Charles Théodore André a publié un appel aux travailleurs luxembourgeois pendant la révolution.

### Continuité

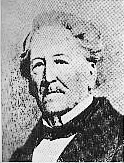
Gaspard-Théodore-Ignace de la Fontaine, gouverneur du Luxembourg puis chef du gouvernement jusqu'en 1848.

La plupart de ceux qui administraient le pays depuis 1841 réussissent à traverser la tempête de 1848 et restent en poste après l'entrée en vigueur de la nouvelle constitution le 1er août. L'Assemblée constituante elle-même a été présidée par le dernier gouverneur du pays, Gaspard-Théodore-Ignace de la Fontaine, ont également été nommés à la tête du gouvernement de l'après-révolution, de même que 3 des 4 autres membres du Conseil issus du gouvernement précédent (Vendelin Jurion, Charles-Mathias Simons et Jean Ulveling). Il n'y a eu qu'une démission, celle de Théodore Pescatore, qui a été remplacé par Jean-Pierre André. Le gouvernement a simplement reçu des changements de titre, l'ancien gouverneur devenant le « président du conseil » et ses membres recevant chacun le titre d ' « administrateur général ».
Les lignes entre les différentes familles politiques étaient floues. Les bourgeoisies conservatrices et progressistes appartenaient au même milieu social : elles appartenaient aux mêmes clubs et associations et se réunissaient dans des loges maçonniques. Les différentes familles de la bourgeoisie étaient toutes liées par des mariages mixtes. Le reste du pays, agriculteurs, artisans et travailleurs, est resté aussi exclu de la vie politique qu'il l'était avant 1848 : la révolution a peu changé pour eux.
Plusieurs réalisations de la révolution de 1848, y compris la Constitution elle-même, ont été de courte durée. Guillaume II meurt en 1849, lui son succède son fils un peu plus réactionnaire, Guillaume III, qui décrivit la Constitution de 1848 comme « le travail des temps agités et des appréhensions sinistres ». Après la dissolution du Parlement de Francfort, le régime fédéral de la Confédération germanique, en 1851, enjoint aux différents États de veiller à ce que leur constitution soit conforme au principe du pouvoir souverain des gouvernants. Au Luxembourg, la nouvelle constitution a été attaquée par divers milieux, notamment par le gouvernement. Un projet de loi visant à réformer la constitution en 1856 a finalement été rejeté par la Chambre des députés, qui a également adopté une motion condamnant le gouvernement. Le roi s'en servit comme prétexte pour dissoudre la chambre, déclarer la Constitution invalide et dicter une nouvelle constitution autoritaire, dans une série d'événements connus sous le nom de Coup d'État de 1856 au Luxembourg.

## Historiographie
La révolution de 1848 au Luxembourg a été principalement négligée par l'historiographie universitaire et par l'histoire enseignée à l'école. Les œuvres inspirées de l' historiographie orangiste ont cherché à minimiser autant que possible les événements de 1848. Le manuel d'histoire d'Arthur Herchen, publié en 1918, était encore utilisé dans les écoles secondaires jusqu'aux années 1970 dans une édition révisée. Avant 1848, il décrivait le monde comme un monde insouciant. Tout en admettant qu'il y avait eu une « certaine nervosité » dans le pays en 1848, il a ensuite affirmé que le peuple luxembourgeois avait pu obtenir de manière pacifique les droits et libertés acquis ailleurs par des effusions de sang, ce qui était dû à la grande sagesse et l'initiative généreuse du grand-duc.
La principale fonction de l'historiographie orangiste était la légitimation de la dynastie de la maison d'Orange-Nassau. Il a donc envisagé l'histoire luxembourgeoise à travers une perspective dynastique, afin de relier la famille qui règne actuellement au mythe fondateur du pays. Cette vision du monde dynastique a ignoré la population en général en tant qu'agent de l'histoire, ou toute mention d'histoire sociale ou populaire : le peuple n’apparaît dans les récits que lorsqu'il mettait en danger l'ordre dynastique par la révolte. Cela met en évidence une autre caractéristique de l'historiographie orangiste, à savoir son caractère antirévolutionnaire. Il a donc toujours nié l'existence d'une révolution à Luxembourg en 1848.
Cela a changé en 1957 lorsque Albert Calmes a publié le 5e volume de l'Histoire contemporaine du grand-duché de Luxembourg, intitulé sans équivoque La révolution de 1848 au Luxembourg. Calmes n'hésita pas à qualifier les événements de 1848 de révolution, car il y eut un changement social et politique brutal et profond. Il a noté que les vues de l'historiographie traditionnelle de 1848 appartenaient davantage au domaine du mythe ou à celui d'une présentation atténuée des faits, dans la mesure où il ne reproduisait que les déclarations officielles de ceux qui détenaient le pouvoir, dans le but de justifier l'autorité du roi grand-duc et de ses partisans orangistes. À l'époque, le travail de Calmes préoccupe de nombreux historiens : sa vaste publication, fondée sur les archives de La Haye et du gouvernement luxembourgeois, sape l'historiographie traditionnelle et critique les travaux de néo-orangistes tels que Prosper Mullendorff, Jules Mersch, Auguste Collart et Paul Weber, alors qu'ils attaquaient ce qu'il considérait comme une « légende orangiste ». Cela peut expliquer pourquoi son livre a été principalement ignoré par la presse et les revues spécialisées telles que Hémecht et les Cahiers Luxembourgeois ; de même, les historiens Nicolas Margue et Joseph Meyers n'ont pas tenu compte des travaux novateurs de Calmes dans leur édition révisée de 1969 du manuel de Herchen.